# Morton H. Meyerson Symphony Center

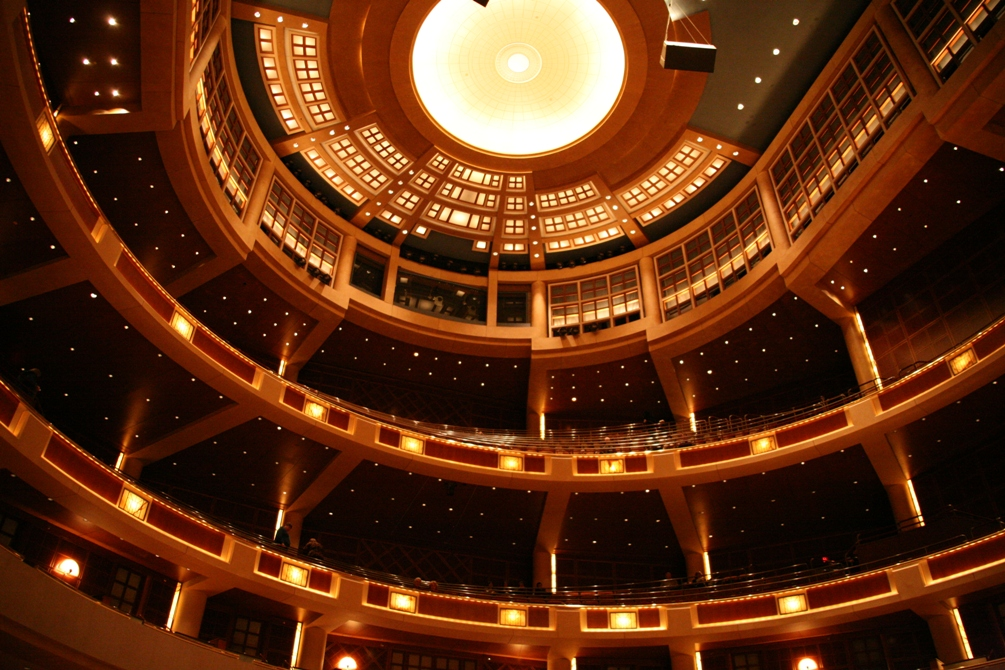
Una sala del Morton H. Meyerson Symphony Center.

Il Morton H. Meyerson Symphony Center è una sala da concerto statunitense situata a Dallas, in Texas. Progettata dall'architetto cinese Ieoh Ming Pei, fu inaugurata nel settembre 1989.